# Демон, що спить у Декстері
«Де́мон, що спить у Де́кстері» (англ. «Darkly Dreaming Dexter») — книга американського письменника Джеффа Ліндсея, перша книга у серії романів про Декстера Моргана. За мотивами книги був знятий телесеріал «Декстер».

## Сюжет
Декстер Морган працює експертом з бризк крові в поліції Маямі, але у нього є страшна таємниця. Він — серійний вбивця, але вбиває він лише вбивць, ґвалтівників та інших злочинців, яким вдалося втекти від справедливості.
Декстер прислуховується до свого внутрішнього голосу, свого «темного пасажира», який спонукає його до вбивств. Кожного разу, коли Декстер вбиває когось, голос у його голові зникає, але завжди повертається.
Батько Декстера, детектив Гаррі Морган, вчасно виявив, що Декстер — соціопат з тягою до вбивств, тому він закликав Декстера вбивати лише у «добрих» цілях. Також Гаррі навчив його не залишати доказів на місці вбивств і завжди переконуватись, що людина, яку він намагатиметься вбити, дійсно є винною. Декстер називає ці правила «кодексом Гаррі».
Декстерові довгий час вдалося приховувати своє «альтер-его», але ідилія порушується, коли він опиняється втягнутим у справу серійного вбивці, який полює на повій з Маямі. Цей так званий «М'ясник з Таміамі» залишає Декстерові різноманітні підказки та повідомлення. Тим часом зведена сестра Декстера, Дебора, намагається знайти вбивцю, отримати підвищення і перейти до вбивчого відділу. Перед Декстером встає дилема — допомогти поліції знайти вбивцю чи й надалі насолоджуватися його майстерністю.